# 미아문화정보도서관
미아문화정보도서관은 서울특별시 강북구 미아동 소재의 구립 도서관이다.

## 연혁
- 2013년 5월 10일 미아문화정보도서관 개관

## 시설현황
- 5층: 일반열람실, 독서교실, 모자열람실, 종합자료실

## 이용 안내
이용 시간
- 자료열람실: 평일 09:00~18:00 / 주말 09:00~17:00
- 일반열람실: 매일 07:00~22:00

휴관일
- 매월 둘째, 넷째 월요일
- 정부지정 공휴일
- 임시휴관일: 특별한 사유로 관장이 필요하다고 인정한 경우